# Nina Crulicovschi
Nina Crulicovschi (n. 24 septembrie 1951, Șumiha⁠(d), RSFS Rusă, URSS) este o cântăreață de muzică ușoară din Republica Moldova.
S-a născut în exil, în regiunea Kurgan a Republicii Socialiste Federale Sovietice Ruse. Revenind din deportare, a studiat la Școala medie de musică „Ștefan Neaga” din Chișinău (1968–1972) în clasa lui Loghin Țurcanu (teorie, armonie).
Activează ca solistă într-o serie de colective și formații muzicale: orchestrele „Fluieraș” (1973–1975) și „Lăutarii” (1975–1976), formațiil „Orizont” (1977–1979), „Bucuria” (1979–1982) și „Contemporanul” (1983–1989) ale Filarmonicii din Chișinău. Înregistrează muzică ușoară la Radio Moldova. Discografia sa cuprinde:
- Steaua polară
- Steaua iubirii
- Laudă soarelui
- Te aștept
- Of, leliță Mărioară
- Nu mă plânge, bade
- Strigături moldovenești

A jucat în filmul Chipul tău (Telefilm-Chișinău, 1984). Din 1997, lucrează la Teatrul de revistă „Al. Davilla” din București.
Nina Crulicovschi a fost laureată a Festivalului „Zorii Crimeei” (1981, Premiul III), iar în 1993 a devenit Maestru al Artei din Republica Moldova. În 2010, a fost decorată de Președintele Republicii Moldova cu Titlul onorific „Artist al Poporului”.
Este căsătorită, dar nu are copii.